# Zmarli w lutym 2024

## Luty 2024
- 29 lutego
  - David Bordwell – amerykański filmoznawca, historyk i teoretyk filmu, profesor[1]
  - Marcin Bronikowski – polski śpiewak operowy (baryton)[2]
  - Adam Czerniawski – polski poeta, prozaik, krytyk i tłumacz[3]
  - Brian Mulroney – kanadyjski polityk, prawnik, premier Kanady (1984–1993), przewodniczący Postępowo-Konserwatywnej Partii Kanady (1983–1993)[4]
  - Ali Hassan Mwinyi – tanzański polityk, dyplomata, prezydent Zanzibaru (1984–1985) oraz Tanzanii (1985–1995)[5]
  - Paolo Taviani – włoski reżyser i scenarzysta filmowy[6]
- 28 lutego
  - Jean Alisson – amerykańska aktorka[7]
  - Wołodymyr Danyluk – ukraiński piłkarz[8]
  - Bob Heil – amerykański inżynier dźwięku[9]
  - Eugen Indjic – amerykański pianista, laureat IV nagrody VIII Konkursu Chopinowskiego (1970)[10][11]
  - Cat Janice – amerykańska piosenkarka pop, autorka tekstów[12]
  - Nikołaj Ryżkow – radziecki i rosyjski polityk, inżynier, premier ZSRR (1985–1991), członek KC KPZR (1981–1991), kandydat na prezydenta Rosji (1991)[13]
  - Awraham Szochat – izraelski polityk, członek Partii Pracy, poseł do Knesetu (1988–2006), minister finansów (1992–1996, 1999–2001)[14]
- 27 lutego
  - Michael Culver – brytyjski aktor[15]
  - Richard Lewis – amerykański aktor, komik i pisarz[16]
  - Wit Majewski – polski działacz związkowy, polityk, poseł na Sejm (1991–2001)[17][18][19][20]
  - Jean-Pierre Soisson – francuski polityk, minister, deputowany, mer Auxerre (1971–1998)[21]
  - Richard Truly – amerykański wojskowy, inżynier, pilot, astronauta (STS-2, STS-8), administrator NASA (1989–1992)[22]
  - Zbigniew Wesołowski – polski inżynier mechanik, prof. dr hab. nauk technicznych, członek rzeczywisty PAN[23]
- 26 lutego
  - Giuseppe D’Altrui – włoski piłkarz wodny, mistrz olimpijski (1960)[24]
  - Salah Larbes – algierski piłkarz[25]
  - Aleksandra Lewińska – polska dziennikarka prasowa[26][27][28]
  - Pankaj Udhas – indyjski piosenkarz gazel[29]
- 25 lutego
  - Klaus Dick – niemiecki duchowny rzymskokatolicki, biskup pomocniczy Kolonii (1975–2003)[30]
  - Charles Dierkop(inne języki) – amerykański aktor[31]
  - Gabriela Grillo – niemiecka amazonka, mistrzyni olimpijska (1976)[32]
  - Christopher Hyde-Smith – brytyjski flecista[33]
  - Jerzy Jarzębski – polski krytyk i historyk literatury[34]
  - Georg Riedel – szwedzki kontrabasista jazzowy i kompozytor[35]
  - Fabian Schulze – niemiecki tyczkarz[36][37]
  - Roni Stoneman(inne języki) – amerykańska bandżystka bluegrass[38]
- 24 lutego
  - Pasqualino Abeti – włoski lekkoatleta, sprinter, olimpijczyk (1972)[39]
  - Charlie Biton – izraelski polityk, członek Knesetu (1977–1992)[40]
  - Stan Bowles – angielski piłkarz[41]
  - Ulrik le Fevre – duński piłkarz[42]
  - Leszek Jarosz – polski dziennikarz sportowy, historyk piłki nożnej[43][44][45][46]
  - Kenneth Mitchell(inne języki) – amerykański aktor[47]
  - Chris Nicholl – północnoirlandzki piłkarz, trener[48]
  - Brian Stableford – brytyjski pisarz[49]
- 23 lutego
  - Irene Camber-Corno – włoska florecistka, mistrzyni olimpijska (1952), mistrzyni świata (1953, 1957)[50]
  - Wilson Fittipaldi – brazylijski kierowca wyścigowy (Formuła 1), właściciel zespołu Fittipaldi Automotive[51]
  - Chris Gauthier(inne języki) – kanadyjski aktor[52]
  - Joan Haanappel – holenderska łyżwiarka figurowa, olimpijka (1956, 1960), medalistka mistrzostw Europy (1958, 1959, 1960)[53]
  - Francesco Marinelli – włoski duchowny rzymskokatolicki, arcybiskup Urbino-Urbania-Sant’Angelo in Vado (2000–2011)[54]
  - Janusz Nowotarski – polski klarnecista i saksofonista jazzowy[55]
  - Elżbieta Rogala-Kończak – polska działaczka samorządowa, inżynierka, burmistrz Rumi (2002–2014)[56]
  - Jan Such – polski filozof[57]
- 22 lutego
  - Edie Ceccarelli – amerykańska superstulatka, najstarsza osoba mieszkająca w USA[58]
  - Robert Patrick Ellison – irlandzki duchowny rzymskokatolicki, duchacz, misjonarz, biskup Bandżulu (2006–2017)[59]
  - Artur Jorge – portugalski piłkarz, trener[60]
  - Alois Kothgasser – austriacki duchowny rzymskokatolicki, salezjanin, arcybiskup Salzburga (2003–2013)[61]
  - Pentti Pesonen – fiński biegacz narciarski, wicemistrz świata (1962)[62]
  - Antoni Rączka – polski działacz partyjny i państwowy, wojewoda nowosądecki (1980–1990)[63]
  - Paramjit Singh – indyjski koszykarz, olimpijczyk (1980)[64]
  - Jerzy Wojtczak-Szyszkowski – polski filolog klasyczny, latynista, profesor nauk humanistycznych[65]
- 21 lutego
  - Stepan Chmara – ukraiński polityk, deputowany Rady Najwyższej (1990–1998 i 2002–2006), radziecki dysydent, więzień Gułagu[66]
  - Magdalena Cwenówna – polska aktorka[67][68][69]
  - Edward Darżynkiewicz – polski biofizyk i biolog molekularny, profesor[70]
  - Roger Guillemin – francusko-amerykański lekarz, neurolog, laureat Nagrody Nobla w dziedzinie fizjologii lub medycyny (1977)[71]
  - Tomasz Komenda – polski były więzień, mieszkaniec Dolnego Śląska skazany za zabójstwo, uniewinniony po 18 latach pobytu w więzieniu[72]
  - Micheline Presle – francuska aktorka[73]
  - Pamela Salem – brytyjska aktorka[74]
- 20 lutego
  - Erik Bergkvist – szwedzki polityk, poseł do Parlamentu Europejskiego (od 2019)[75]
  - Andreas Brehme – niemiecki piłkarz, trener, mistrz świata (1990)[76][77][78]
  - Vasile Dîba – rumuński kajakarz, mistrz (1976) i medalista olimpijski (1976, 1980)[79]
  - Kazimierz Frieske – polski socjolog, dr hab., profesor UW[80]
  - Stanisław Heidner – polski ślusarz i polityk, poseł na Sejm IV kadencji (1961–1969)[81]
  - Martin Hole – norweski biegacz narciarski, olimpijczyk (1988)[82]
  - Anfinn Kallsberg – farerski polityk, premier Wysp Owczych (1998–2004)[83]
  - Alicja Nagy – polska działaczka polonijna na Węgrzech[84]
  - Roberto Pérez – boliwijski piłkarz[85]
  - Leon Piesowocki – polski malarz[86]
  - Robert Reid – amerykański koszykarz i trener[87]
  - Władimir Samsonow – radziecki i rosyjski reżyser filmów animowanych[88]
  - Charles Swini – malawijski piłkarz[89]
  - Aleksandra Witkowska – polska mediewistka, profesor nauk humanistycznych, urszulanka[90]
- 19 lutego
  - Jan Assmann – niemiecki historyk, egiptolog[91]
  - Piotr Barczyk – polski ekonomista[92], skarbnik miasta Zabrze (1997–2024)[93]
  - Virgilijus Bulovas – litewski polityk, dyplomata, minister spraw wewnętrznych Litwy (1996 oraz 2003–2004)[94]
  - Ewen MacIntosh – brytyjski aktor[95]
  - Jan Sørensen – duński piłkarz i trener[96]
  - Ryszard Wojnowski – polski żeglarz[97]
- 18 lutego
  - Ira von Fürstenberg(inne języki) – włoska aktorka i projektantka biżuterii[98]
  - Tony Ganios – amerykański aktor[99]
  - Sławomir Grabowy – polski rysownik, grafik[100]
  - Zbigniew Marek – polski duchowny rzymskokatolicki, jezuita, profesor nauk teologicznych[101]
  - Kazimierz Michalik – polski muzyk, wiolonczelista, pedagog[102]
  - Kazimierz Tylko – polski piłkarz ręczny[103][104][105][106]
- 17 lutego
  - Marcin Barański – polski aktor dziecięcy[107][108][109][110]
  - Peter Muhich – amerykański duchowny rzymskokatolicki, biskup Rapid City (2020–2024)[111]
  - Jacob „Jaap” Oudkerk – holenderski kolarz torowy i szosowy, medalista olimpijski (1964), mistrz świata (1964, 1969)[112]
  - Lidia Szczerbińska – polska gimnastyczka, olimpijka z Melbourne 1956[113]
  - Lewan Tediaszwili – gruziński zapaśnik, mistrz olimpijski (1972, 1976), świata i Europy, parlamentarzysta (1995–1999)[114][115]
  - Juan María Uriarte Goiricelaya – hiszpański duchowny rzymskokatolicki, biskup Zamory (1991–2000) i San Sebastián (2000–2009)[116]
- 16 lutego
  - Arkadiusz Baron – polski duchowny rzymskokatolicki, prorektor i dziekan Wydziału Teologicznego UPJPII[117]
  - Alain Cribier – francuski kardiolog, profesor[118]
  - Zbigniew Fedyczak – polski strzelec sportowy, olimpijczyk (1972)[119]
  - Maciej Grzybowski – polski aktor[120]
  - Aleš Lamr – czeski malarz, ceramik[121]
  - Ben Lanzarone – amerykański kompozytor, aranżer[122]
  - Aleksiej Nawalny – rosyjski prawnik, publicysta, polityk, działacz opozycji demokratycznej, więzień polityczny[123]
  - Waldemar Preiss – polski duchowny luterański, tłumacz ksiąg biblijnych[124]
  - Dexter Romweber – amerykański gitarzysta rockabilly[125]
  - Jorge Toro – chilijski piłkarz[126]
  - Hryhorij Warżełenko – ukraiński piłkarz i trener[127]
- 15 lutego
  - Ian Amey – angielski gitarzysta pop-rockowy, muzyk zespołu Dave Dee, Dozy, Beaky, Mick & Tich (ur. 1944)[128]
  - Kagney Linn Karter – amerykańska aktorka i modelka pornograficzna[129][130]
  - Bohdan Lewartowski – polski lekarz, fizjolog, profesor nauk medycznych[131]
  - Henry Rono – kenijski lekkoatleta, biegacz długodystansowy, rekordzista świata[132]
  - Zygfryd Rymaszewski – polski historyk prawa[133]
  - Anne Whitfield – amerykańska aktorka[134]
- 14 lutego
  - Diego Chávez – meksykański piłkarz[135]
  - Ludwik Denderys – polski bokser, olimpijczyk (1972)[136][137][138][139]
  - Patrick Ireland – angielski altowiolista[140]
  - Ian McMillan – szkocki piłkarz, trener[141]
  - Sasha Montenegro – meksykańska aktorka[142]
  - Jacques Rousseau – francuski lekkoatleta, skoczek w dal, olimpijczyk (1972, 1976), mistrz europy (1978)[143]
  - Roman Szuberski – polski nauczyciel, urzędnik, burmistrz Rogoźna (2014–2024)[144]
  - Wolfgang Weider – niemiecki duchowny rzymskokatolicki, biskup pomocniczy Berlina (1982–2009)[145]
  - Witold Olejarz – dyrektor Teatru Rampa (1998–2021)[146]
- 13 lutego
  - Cees Koch – holenderski kajakarz, olimpijczyk (1948, 1952)[147]
  - Andrzej Król – polski trener piłkarski[148]
  - Robert Varnajo – francuski kolarz torowy i szosowy[149]
  - Walerij Wostrotin – radziecki i rosyjski wojskowy, generał pułkownik, deputowany do Dumy Państwowej (2003–2011)[150]
- 12 lutego
  - Paul-Siméon Ahouanan Djro – iworyjski duchowny rzymskokatolicki, biskup Bouaké (2006–2024)[151]
  - Tamás Deák – węgierski kompozytor i dyrygent[152]
  - Władysław Kłoczko – polski trener piłkarski[153]
  - Zdenko Morovic – wenezuelski piłkarz[154]
  - Roy Wales – brytyjski dyrygent chóralny, orkiestrowy i operowy[155]
  - Kazimierz Zimniewicz – polski ekonomista[156]
- 11 lutego
  - Allen Bard – amerykański elektrochemik, laureat Medalu Priestleya (2002) oraz Nagrody Wolfa w dziedzinie chemii (2008)[157]
  - Gervais Hakizimana – kenijski trener lekkoatletyki[158]
  - Kelvin Kiptum – kenijski lekkoatleta, maratończyk, rekordzista świata[159]
  - Nerio Nesi – włoski polityk, prawnik, bankowiec, minister robót publicznych (2000–2001), członek Izby Deputowanych (1996–2006)[160]
  - Eberhard Probst – niemiecki zapaśnik, olimpijczyk (1976, 1980), medalista mistrzostw świata i Europy, sędzia zapaśniczy[161]
  - Piotr Taras – polski duchowny rzymskokatolicki, pallotyn, historyk[162]
- 10 lutego
  - Günter Brus – austriacki malarz, grafik, poeta i performer[163]
  - Edward Lowassa – tanzański polityk, premier Tanzanii (2005–2008)[164]
- 9 lutego
  - Robert Badinter – francuski prawnik, polityk, minister sprawiedliwości (1981–1986), prezes Rady Konstytucyjnej (1986–1995)[165]
  - Aleksander Fabisiak – polski aktor[166][167]
  - Roland Grip – szwedzki piłkarz[168]
  - Magdolna Komka – węgierska lekkoatletka, skoczkini wzwyż, olimpijka (1968, 1972)[169]
  - Winfried Lipscher – niemiecki teolog, dyplomata, tłumacz, działacz na rzecz polsko-niemieckiego pojednania[170]
  - Antonio Rački – chorwacki biegacz narciarski, olimpijczyk (1994, 1998)[171]
  - Damo Suzuki – japoński wokalista, członek zespołu Can[172]
  - Jimmy Van Eaton – amerykański perkusista rock ‘n’ rollowy, piosenkarz, producent nagrań[173]
- 8 lutego
  - Mieczysław Detyniecki – polski artysta malarz[174]
  - Adam Józefowicz – polski prawnik, sędzia Trybunału Konstytucyjnego (1986–1989) oraz Sądu Najwyższego (1989–1998)[175]
  - Eugeniusz Lubowicki – polski działacz partyjny i państwowy, I sekretarz Komitetu Wojewódzkiego PZPR w Suwałkach (1981)[176]
  - João Oliveira Pinto – portugalski piłkarz[177]
  - Arkadiusz Płoski – polski matematyk, prezydent Kielc (1990)[178][179][180][181]
- 7 lutego
  - Luigi Arienti – włoski kolarz torowy i szosowy, mistrz olimpijski (1960)[182]
  - Henry Fambrough – amerykański wokalista R&B[183]
  - Mojo Nixon – amerykański muzyk i aktor[184]
  - Krzysztof Zapart – polski pilot, baloniarz[185]
- 6 lutego
  - Miguel Ángel González – hiszpański piłkarz[186]
  - John Bruton – irlandzki polityk, premier Irlandii (Taoiseach) w latach 1994–1997, przewodniczący partii Fine Gael (1990–2002)[187]
  - Michael Epstein – brytyjski patolog, wirusolog[188]
  - Pablo Grant – amerykański aktor i raper[189]
  - Donald Kinsey – amerykański gitarzysta i wokalista bluesowy oraz reggae[190]
  - Jerzy Kiwerski – polski lekarz, ortopeda, profesor nauk medycznych[191]
  - Alphonse Lemoine – francuski judoka[192]
  - Seiji Ozawa – japoński dyrygent[193]
  - Sebastián Piñera – chilijski ekonomista, przedsiębiorca, polityk, prezydent Chile (2010–2014, 2018–2022)[194]
  - Robert Milton Young – amerykański reżyser, scenarzysta i operator filmowy[195]
- 5 lutego
  - Dries van Agt – holenderski polityk, prawnik, dyplomata i nauczyciel akademicki, premier Holandii (1977–1982)[196][197]
  - Janusz Fekecz – polski dyplomata, tłumacz, ambasador RP w Belgii (1980–1984) i Tunezji (1990–1995)[198]
  - Tsutomu Hanahara – japoński zapaśnik, mistrz olimpijski (1964)[199]
  - Toby Keith – amerykański piosenkarz country, autor piosenek, aktor i producent nagrań[200]
  - Wiesław Orłowski – polski aktor[201]
- 4 lutego
  - Earl Cureton – amerykański koszykarz, trener[202]
  - Hage Geingob – namibijski polityk, prezydent Namibii (od 2015 roku) oraz pierwszy premier tego państwa (1990–2002 i 2012–2015)[203]
  - Kurt Hamrin – szwedzki piłkarz, wicemistrz świata (1958)[204][205]
  - Henryka Kwiatkowska – polska pedagożka, profesor[206]
  - Giacomo Losi – włoski piłkarz, trener[207]
  - Leon Markiewicz – polski muzykolog, publicysta, profesor sztuk muzycznych[208]
  - Antonio Paolucci – włoski historyk sztuki, minister kultury (1995–1996), dyrektor Muzeów Watykańskich (2007–2016)[209]
  - Dominik Pastuszka – polski jeździec[210]
- 3 lutego
  - Aston Barrett – jamajski basista, członek zespołów Bob Marley & The Wailers i The Upsetters[211]
  - Marian Nasiadko – polski agronom, menadżer, działacz państwowy, wicewojewoda siedlecki (1982–1987) i warszawski (1987–1990), wiceprezydent Warszawy (1987–1990)[212]
  - Zbigniew Paszek – polski chemik i ekonomista, specjalista w zakresie statysytki[213]
  - Pavel Ploc – czeski biathlonista, olimpijczyk[214]
  - Helena Rojo – meksykańska aktorka[215]
  - Vittorio Emanuele di Savoia – włoski arystokrata, ostatni następca tronu Królestwa Włoch (1946)[216]
  - Don Shead – brytyjski kierowca wyścigowy[217]
  - Michał Zieliński – polski teoretyk muzyki, kompozytor, aranżer i wokalista[218]
- 2 lutego
  - Steve Brown – brytyjski kompozytor, auto tekstów, producent, aranżer[219]
  - Wilhelmenia Fernandez – amerykańska śpiewaczka operowa (sopran)[220]
  - Francisco Jara – meksykański piłkarz[221]
  - Janusz Kapuściński – polski geofizyk, prof. dr hab. nauk rolniczych, radny Miasta Poznania (2014–2018)[222][223]
  - Wayne Kramer – amerykański muzyk punkrockowy, blues-rockowy, hardrockowy i jazzowy; gitarzysta, piosenkarz, autor piosenek i producent[224]
  - Ian Lavender – brytyjski aktor[225]
  - Luis Morales Reyes – meksykański duchowny rzymskokatolicki, biskup Tacámbaro (1979–1985) i Torreón (1990–1999), arcybiskup San Luis Potosí (1999–2012)[226]
  - Don Murray – amerykański aktor[227]
  - Anna Napierska-Matuszewska – polska dziennikarka telewizyjna[228]
  - Marian Pilot – polski pisarz[229]
  - Christopher Priest – brytyjski pisarz[230]
  - Pierre Raffin – francuski duchowny rzymskokatolicki, biskup Metzu (1987–2013)[231]
  - Claudio Rissi – argentyński aktor[232]
- 1 lutego
  - Pearl Berg – amerykańska superstulatka. Do 1 lutego 2024 dziewiąta najstarsza osoba na świecie[233]
  - Feridun Erol – polski reżyser i scenarzysta filmowy[234][235]
  - Mark Gustafson – amerykański reżyser i animator filmowy[236]
  - Michel Jazy – francuski lekkoatleta, długodystansowiec[237]
  - Nereo Odchimar – filipiński duchowny rzymskokatolicki, biskup Tandag (2001–2018)[238]
  - Honesto Pacana – filipiński duchowny rzymskokatolicki, biskup Malaybalay (1994–2010)[239]
  - Burkhard Pape – niemiecki piłkarz, trener[240]
  - Krystyna Ungeheuer-Mietelska – polska tancerka, choreografka[241]
  - Carl Weathers – amerykański aktor[242][243]

data dzienna nieznana
- - Wiktoria Siradze – gruzińska i radziecka działaczka komunistycna, wicepremier Gruzińskiej SRR (1962–1973)[244]